# Azteška civilizacija
Aztéki so bili ena izmed najrazvitejših civilizacij predkolumbovske Amerike. Ime izhaja iz njihove mitične domovine Aztlan, ker naj bi pomenilo kraj, kjer raste trst.
Po legendi je bog vojne Aztekom naročil naj se odselijo v deželo, kjer bodo videli orla (simbol vetra), ki sedi na kaktusu (nopal) (simbol vode), ki je kačo (simbol zemlje), ki je še danes tudi v grbu mehiške države. 
Njihov prvi vladar je zahteval izdelavo sončnega kamna z azteškim koledarjem, ki danes velja za enega izmed sinonimov azteške kulture.

## Zgodovina
Okoli leta 1200 so osvojili Mehiko in podvrgli ostala ljudstva (Maji). Azteki so se naselili na visokih planotah okrog današnje mehiške prestolnice. Azteške pripovedi govorijo, da so Azteki na področju Mehike prispeli s severa, razlog za selitev pa naj bi bil pomanjkanje hrane. Po legendi je bog vojne Aztekom naročil naj se odselijo v deželo, kjer bodo videli orla sedeti na kaktusu, ki žre kačo. Ta prizor je še danes v grbu mehiške države. Azteki so potovali postopoma, potovanje naj bi trajalo več let, saj se je selilo vse azteško ljudstvo. Vsako leto je majhna skupina poiskala prostor za koruzno polje, kamor so kasneje prišli vsi, da bi si nabrali živeža za naslednje potovanje.
V primerjavi s staroselci na mehiški planoti, so bili Azteki zaostali. Staroselci so jih najeli kot vojščake, naselili so jih na območju z veliko kačami. Leta 1323 so Azteki umorili hčerko staroselskega vladarja. Tako so Azteki morali ozemlje zapustiti. Naselili so nenaseljen otok sredi jezera Texcoco, kjer so zagledali znamenje, ki jim ga je napovedal bog na začetku potovanja. Leta 1325 so tu ustanovili svoje mesto. Mesto so poimenovali z enim od vzdevkov za svoje pleme - Tenochtitlan.
Azteška civilizacija se je začela hitreje razvijati v 14. in 15. stoletju. S kasnejšimi vojnimi osvajanji so se Azteki razširili na jug Mehike in nastal je Azteški imperij, ki se je raztezal od obale Mehiškega zaliva do obale Tihega oceana. Na jug je segalo do ozemlja Majev. Azteška kultura je ustvarila razkošne palače in velika mesta. Vendar te razkošne kulture Azteki niso ustvarili sami, ampak so prevzeli znanje in dosežke ljudstev, ki so jih zasvojili. Azteki so, kot ostale velike civilizacije, posredovali del svoje dediščine celemu svetu, kot so npr.: rastline, živali, predmete. Njihova imena še danes uporabljamo. Nekatera imena so prilagojena sodobnemu jeziku, kot tomatl (paradižnik), olli (guma), cacahuetl (arašid). Njihov jezik je bil nahuatl. Ime pa so dobili po njihovi bajeslovni domovini - Aztlan, pa tudi Tenochca ali Mexica.
Med najpomembnejšimi azteškimi kralji je bil Moctezuma I., ki je bil izvoljen za kralja leta 1440. Moctezuma I. je izpeljal velike družbene, politične, administrativne in verske reforme. Vladal je kar 28 let, do leta 1468. Na njegov ukaz so izdelali sončni kamen z azteškim koledarjem in obnovili glavni tempelj v prestolnici. Glavni tempelj v prestolnici sta sestavljali dve piramidi.
Španci so leta 1519 odkrili azteško deželo in njeno prestolnico Tenochtítlan. Azteki so Špance zamenjali za bogove, saj so bili podobni belemu bogu Quetzalcoatlu in jih najprej prijateljsko sprejeli. Španci so uporabljali strelno orožje arkebuze, ki so bile sicer zelo počasne zaradi ponovnega polnjenja smodnika in naboja, vendar so imele zgolj psihološko prednost. Azteki so se do leta 1521 uspešno upirali, nakar so se bili prisiljeni vdati, kar je pomenilo konec azteške vladavine v osrednji Mehiki. Hernando Cortez je z 250 vojaki pobil 300.000 mož, zadnjega azteškega kralja je dal usmrtiti leta 1524.

## Religija
Azteki so najbolj znani po žrtvovanju ljudi. Njihov vrhovni bog je bil bog Sonca Huitzilopochtli, pomembna pa sta bila še Quetzalcoatl in Tlaloc. Verjeli so, da njihov bog sonca vsak dan potuje čez nebo, ponoči pa se vrne v podzemlje. Če ne bi žrtvovali ljudi, bi sonce prenehalo sijati in svet bi se pogreznil v temo. Žrtvovali so mu vojne ujetnike, če pa jih je primanjkovalo, so začeli žrtvovati svoje ljudi, ki so jih izbirali z igranjem igre patolli. Ob vsakem obredu so se duhovniki obrnili na bogove s prošnjo, naj jim zagotovijo nove zmage. Tako se je oblikoval začarani krog žrtvenih daritev, zmag in spet novih žrtev. Vse poražence so odpeljali na vrh templja, kjer jih je duhovnik žrtvoval bogovom. Najbolj brutalno obliko žrtvovanja so izvajali v čast bogu ognja Huehueteotlu.
Azteška božanstva:
- Talocan: domovanje azteških bogov in boginj
- Coatlicue: boginja predstavlja življenjsko bolečino
- Tezcatlipoca: Bog čarovnije, vojne in smrti
- Xipe Totec: Bog pomladi, novega življenja in trpljenja
- Xochipilli: Princ rož, zore, plesa in ljubezni
- Huehuetecti: Bog ognja
- Tloque Nahuaque: Vladar vseh krajev, velika silo mož im žena
- Quetzalcoatl: Bog znanja, stvarjenja in vetra
- Chantico: Bog srca
- Tlaloc: Bog dežja

## Jezik in pisava
Prvotni jezik Aztekov se je imenoval nahuatl ali kar nahua, del širše uto-azteške skupine jezikov. Ko so se naselili v Mehiško Dolino, so prevzeli tudi besede, ki so jih uporabljala ljudstva na območju, ki so jih zasedli med osvajanem, vključno z majevskimi. Dodali so le ločilno pripono (-tli). Nahuatl je bil mnogostranski, ustvarjalen jezik z enostavno izgovorjavo. V njem obstaja precej literature. Do danes so razvozlali azteško pisavo do te mere, da jo je mogoče brati.
Azteki so razvili poseben sistem pisave, ki pa ni bila glasovna, ampak je spominjala na slikovno pisavo ali piktografijo. Po tem, ko so raziskovalci nekatere simbole povezali z določenimi izrazi, so nekateri znaki predstavljali tudi glas. K razlikovanju besed je lahko pripomogla tudi barva piktograma. Pisavo so uporabljali: za računanje, štetje koledarskih dni, verske zapise, prerokovanje, medicino in zgodovino. Ker je bilo zapisovanje zelo razširjeno, je danes o azteški zgodovini znanega precej več kot o ostalih ameriških staroselcih.

## Vsakodnevno življenje
Osnovna hrana Aztekov in ostalih mehiško-ameriških prebivalcev je bila koruza. Ostala hrana so bile ribe, rakci in črvi. Hrano so domov nosili v košarah, jedli pa so jo sede ali so sedeli na pručkah. Matere so svoje hčere učile vsakodnevnih opravil. Za starejše Azteke je bilo značilno da so bili bolj spoštovani in so imeli pravico piti alkoholne pijače in se z njimi opijati. Ponoči so akrobati, pritlikavci ter lutkarji zabavali ljudstvo. Azteška mesta so trgovci oskrbovali z raznim blagom iz tujih dežel. Najpomembnejši azteški praznik je bil praznik nabiranja koruze (Atamalcualztli), ki je trajal 10 dni in je bil posvečen boginji Xilonen.
Azteške hiše so bile grajene večinoma iz kamnov ali zidakov iz blata, za vezivo so rabili apno, ki je bilo pomešano s peskom. Na tak način so se tudi ponekod zavarovali pred nizkimi temperaturami. Hiše so imele pravokoten tloris, bile pa so enosobne ali dvosobne, odvisno od položaja prebivalcev. Streha je bila terasasta. V središču hiše je bilo po navadi ognjišče na katerem so kuhali. Ognjišče je bilo narejeno iz treh kamnov in na njem je vedno gorel ogenj. Tipična azteška hiša je imela prostor za kuhanje in jedilnico, kopalnico ter spalnico. Svež zrak je v hišo prihajal skozi vhodna vrata.
Azteki so uporabljali piktografsko pisavo, ki so jo poznali le višji duhovniki. Od Aztekov se je ohranil le majhen del literarnega ustvarjanja. Bili so dobri govorniki, navduševali pa so se tudi nad poezijo.

## Sociala
Azteki so imeli dobro razvite socialne veščine, saj so se zbliževali ob žrtvovanju, pa tudi pomagali so starejšim, saj se je moč večala s starostjo.

Azteki so vsem prebivalcem zagotovili osnovno prehrano in življenjske potrebščine. S sužnji so ravnali čisto nasprotno, kot so Španci z njimi kasneje. Azteški suženj se je lahko poročil po svoji volji. Njegov potomec je ob rojstvu dobil vse pravice svobodnega državljana. Najbolj so cenili družino in skupnost, veljala pa so tudi trdna moralna določila. Za Azteke je bilo značilno tudi to, da so državljani lahko napredovali v svojem položaju.

## Tenochtitlan
Prestolnica Tenochtitlan je nastala na majhnem otoku sredi jezera Texcoco, kjer so, kot pravi legenda zagledali znamenje, ki jim ga je napovedal bog vojne. Azteška prestolnica, prepredena s kanali in vodnimi potmi po katerih so pluli kanuji, je bila podobna današnjim Benetkam. Prestolnico sta sestavljali dve mesti: Tenochtitlan in Plateloco. Obe sta nastali na otočkih sredi jezera Texcoco, ločeval ju je kratek vodni kanal. Dostop do azteške prestolnice je bil mogoč z obrežja s kanuji ali pa tudi po nasipih.
Prestolnico je krasilo več upravnih in vladarskih palač, športnih igrišč, templjev, kopališč in drugih javnih zgradb. Na glavnem trgu Tenochtitlana je v azteških časih stal tempelj. Trg je imel pravokotno obliko v izmeri 350 x 300m. Na tem trgu se je dvigoval tempelj, dograjen leta 1487. Tempelj je bil ogromna, 30 metrov visoka piramida, ki ni imela konice. Osnovna ploskev je merila 80 x 100 metrov. Tempelj so Azteki gradili 200 let. Na vrh templja je vodilo 114 stopnic. Na vrhu piramide je bila terasa, na kateri sta poleg žrtvenega kamna stala dva manjša templja, posvečena bogovoma vojne in dežja. Na terasi piramidnega templja je torej stal tudi žrtveni kamen, na katerega so polegli žrtev, ki so ji izrezali srce.